# Mohamed Awal
Mohamed Awal (Accra, 1 mei 1988) is een Ghanees voetballer die bij voorkeur als centrale verdediger speelt. In 2015 verruilde hij Maritzburg United voor Al Shabab. Hij debuteerde in 2013 in het Ghanees voetbalelftal.

## Clubcarrière
Awal begon zijn carrière bij Feyenoord Fetteh. Op 10 juli 2010 werd hij verhuurd aan ASEC Mimosas. Na zijn terugkeer bij Feyenoord Fetteh in november 2010 werd hij verkocht aan Asante Kotoko. In augustus 2012 vertrok Awal naar de Zuid-Afrikaanse club Maritzburg United.

## Interlandcarrière
Op 13 januari 2013 maakte Awal zijn debuut voor het Ghanees voetbalelftal. In een vriendschappelijke wedstrijd tegen Tunesië viel hij twintig minuten voor tijd in voor John Boye.

### Gespeelde interlands
| Interlands van Mohamed Awal voor Ghana | Interlands van Mohamed Awal voor Ghana | Interlands van Mohamed Awal voor Ghana | Interlands van Mohamed Awal voor Ghana | Interlands van Mohamed Awal voor Ghana | Interlands van Mohamed Awal voor Ghana |
| №                                      | Datum                                  | Wedstrijd                              | Uitslag                                | Competitie                             | Goals                                  |
| Als speler van Maritzburg United       | Als speler van Maritzburg United       | Als speler van Maritzburg United       | Als speler van Maritzburg United       | Als speler van Maritzburg United       | Als speler van Maritzburg United       |
| -------------------------------------- | -------------------------------------- | -------------------------------------- | -------------------------------------- | -------------------------------------- | -------------------------------------- |
| 1                                      | 13 januari 2013                        | Ghana – Tunesië                        | 4 – 2                                  | Vriendschappelijk                      |                                        |
| 2                                      | 9 februari 2013                        | Mali – Ghana                           | 3 – 1                                  | Afrika Cup 2013                        |                                        |
| 3                                      | 11 oktober 2014                        | Guinee – Ghana                         | 1 – 1                                  | Afrika Cup 2015 (kwalificatie)         |                                        |
| 4                                      | 15 oktober 2014                        | Ghana – Guinee                         | 3 – 1                                  | Afrika Cup 2015 (kwalificatie)         |                                        |
| 5                                      | 19 januari 2015                        | Ghana – Senegal                        | 1 – 2                                  | Afrika Cup 2015                        |                                        |

Bijgewerkt op 28 mei 2015.